# James Sully
James Sully (3 de marzo de 1842–1 de noviembre de 1923) fue un psicólogo, filósofo y escritor inglés.

## Biografía
James Sully nació en Bridgwater, Somerset, hijo de J. W. Sully, un comerciante y armador bautista liberal. Fue educado en el Independent College en Taunton, Regent's Park College, en la Universidad de Göttingen, donde estudió con Hermann Lotze, y en la Universidad Humboldt de Berlín, donde estudió con Emil du Bois-Reymond y Hermann von Helmholtz.
Sully estaba originalmente destinado al sacerdocio inconformista anglicano y en 1869 se convirtió en tutor clásico en el Baptist College, Pontypool. En 1871, sin embargo, emprendió una carrera literaria y filosófica. Entre 1892 y 1903, fue profesor Grote de Filosofía del Espíritu y Lógica en el University College London, donde fue sucedido por Carveth Read.
Partidario de la escuela de psicología asociacionista, sus puntos de vista tenían gran afinidad con los de Alexander Bain. Sully escribió monografías sobre temas como el pesimismo y libros de texto de psicología, algunos de los primeros en inglés, incluido The Human Mind (1892). Su obra Illusions de 1881 fue elogiada tanto por Sigmund Freud como por Wilhelm Wundt.
Sully abrió un laboratorio de psicología experimental en el University College London en enero de 1898. En 1901 fue uno de los miembros fundadores de la Sociedad Psicológica Británica y convocó personalmente la reunión en la que se formó la sociedad.
Sully murió en Richmond, Surrey el 1 de noviembre de 1923.

## Obras

### Libros
- Sensation and Intuition (1874)
- Pessimism (1877)
- Illusions (1881; 4th ed., 1895)
- Outlines of Psychology (1884; many editions)
- Teacher's Handbook of Psychology (1886)
- Studies of Childhood (1896)
- Children's Ways (1897)
- An Essay on Laughter (1902)
- Italian Travel Sketches (1912)
- My Life and Friends (1918)

### Artículos seleccionados
- "The Æsthetics of Human Character", in: The Fortnightly Review, Vol. XV, 1871.
- "Aesthetics", in: Encyclopædia Britannica, 9th edition, 1875–1889; republished online at 1902encyclopedia.com. Retrieved 17 April 2017.